# Drosomycin

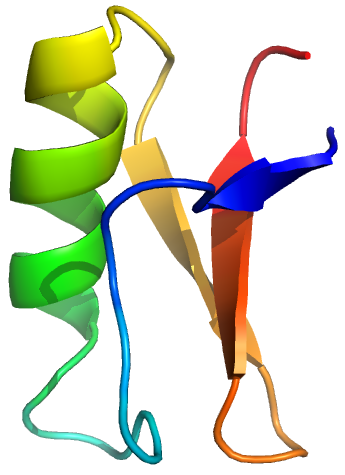
Drosomycin

Drosomycin je antifungální (z angl. antifungal) peptid z Drosophila melanogaster a je prvním takovým peptidem izolovaným z hmyzu. Tento peptid byl objeven v roce 1994 Fehlbaumem a jeho týmem. Exprese je na systémové úrovni regulována Toll dráhou, zatímco v dýchacím traktu je kontrolována dráhou imunitní nedostatečnosti (IMD – z angl. immune deficiency pathway). To znamená, že drosomycin s dalšími antimikrobiálními peptidy (AMP – z angl. antimicrobial peptide), jako např. cecropinem, či metchnikowinem slouží jako první obranná linie v případě poškození epitelií. Nicméně drosomycin není exprimován pouze v případě poranění, nýbrž je exprimován konstitutivně v různých částech Drosophily po dobu jejího vývoje.

## Struktura
Tento peptid je složen ze 44 aminokyselin a obsahuje 4 disulfidové můstky, které stabilizují jednu α-šroubovici a třívláknový β-list. Díky těmto 4 disulfidovým můstkům je drosomycin relativně odolný k štěpení proteázami. V drosomycinu se objevuje evolučne konzervovaný cysteinem stabilizovaný αβ motiv, který se vyskytuje i v dalších Drosophilích, či rostlinných defensinech. Zajímavé je, že drosomycin má větší sekvenční podobnost právě s rostlinnými defensiny (např. 40% s defensinem z ředkvičky – Raphanus sativus) než s jinými hmyzími defensiny. Struktura byla prvně popsána v roce 1997 Landonem a kolegy.

## Geny
Tento peptid je kódován 387 bp dlouhým genem Drs ležícím na 3 chromozomu společně s dalšími 6 geny Dro 1–6, s nimiž dohromady tvoří drosomycin mnohagenovou rodinu (z angl. drosomycin multigene family). Avšak tyto geny nemají podobnou funkci, jak by se mohlo zdát na první pohled. Toto bylo experimentálně prokázáno Yangem a jeho kolegy. Takto to ovšem není u všech druhů drozofil, v roce 2015 Gao a Zhu objevili, že D. takahashii má některé geny z této rodiny zduplikované a tedy jich má celkem 11 místo 7, jak je tomu u D. melanogaster.

## Účinky
Zatím se zdá, že drosomycin má tři hlavní účinky na parazitické houby, první je částečná lýza hyf, druhým je zastavení dozrávání spor a třetím je zpomalení růstu, což vede k většímu větvení hyf (zastavení dozrávání spor – velká koncentrace drosomycinu, zpomalení růstu hyf – nízká koncentrace drosomycinu). Ovšem přesný mechanismus účinku drosomycinu na parazitické houby stále čeká na objasnění.